# 壽司郎
壽司郎（日语：あきんどスシロー）是日本一家跨國連鎖迴轉壽司專賣店，成立於1984年，總部位於大阪府吹田市。壽司郎的母公司為「FOOD & LIFE Companies」。
原名使用壽司太郎（すし太郎）和大阪秋田旋轉壽司（大阪回転寿司・あきんど）名稱，後來於2009年6月統一改名為壽司郎（スシロー）。

## 概要
壽司郎是目前在日本營業額第一的連鎖迴轉壽司業者，一年全部的來客數約1億4千萬，超過日本人口總和，有超過600家分店。公司理念是「美味壽司，肚子飽飽；美味壽司，幸福滿滿」（うまいすしを、腹一杯。うまいすしで、心も一杯）。
所有分店標準價格都曾以每盤100日元（不含稅）為統一價格（部份大城市分店以每盤120日元為統一價格）。於2022年5月9日，母公司 FOOD & LIFE Companies 宣布於10月1日開始自創業38年來首次加價，所有含稅標準價格將落在每盤120至150日元之間。

## 歷史
壽司郎的母公司為2015年3月31日成立的「FOOD & LIFE Companies」（成立時稱為Akindo Sushiro控股，同年10月1日更名為壽司郎全球控股，2021年4月1日再更名為現稱），擁有外帶壽司專門店「京樽」（2021年4月1日從吉野家控股收購，含旗下迴轉壽司專賣店，部份分店使用「海鮮三崎港」品牌）和2017年成立的居酒屋「杉玉 SUGIDAMA」（由子公司FOOD & LIFE Innovations負責管理），現任社長為山本雅啟。
曾經是日本最大白米批發商神明（另持有元氣壽司）為最大股東，持有3成的股份，由2017年9月29日起至2019年6月18日將股權出售，現時最大股東為日本Master Trust信託銀行，持13.96%股份（截至2022年9月30日）。

## 相关事件

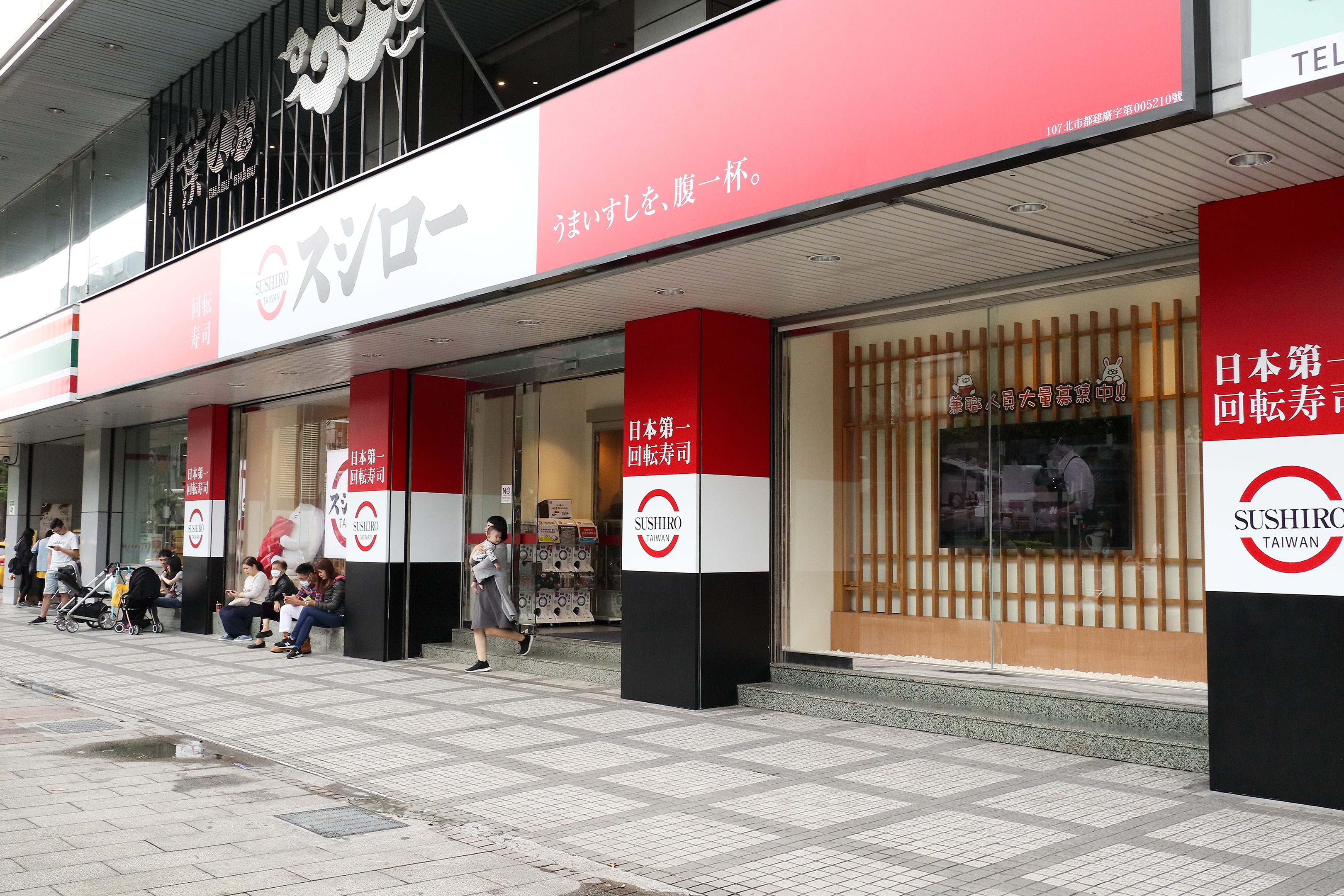
台灣壽司郎中華路店（西門町）

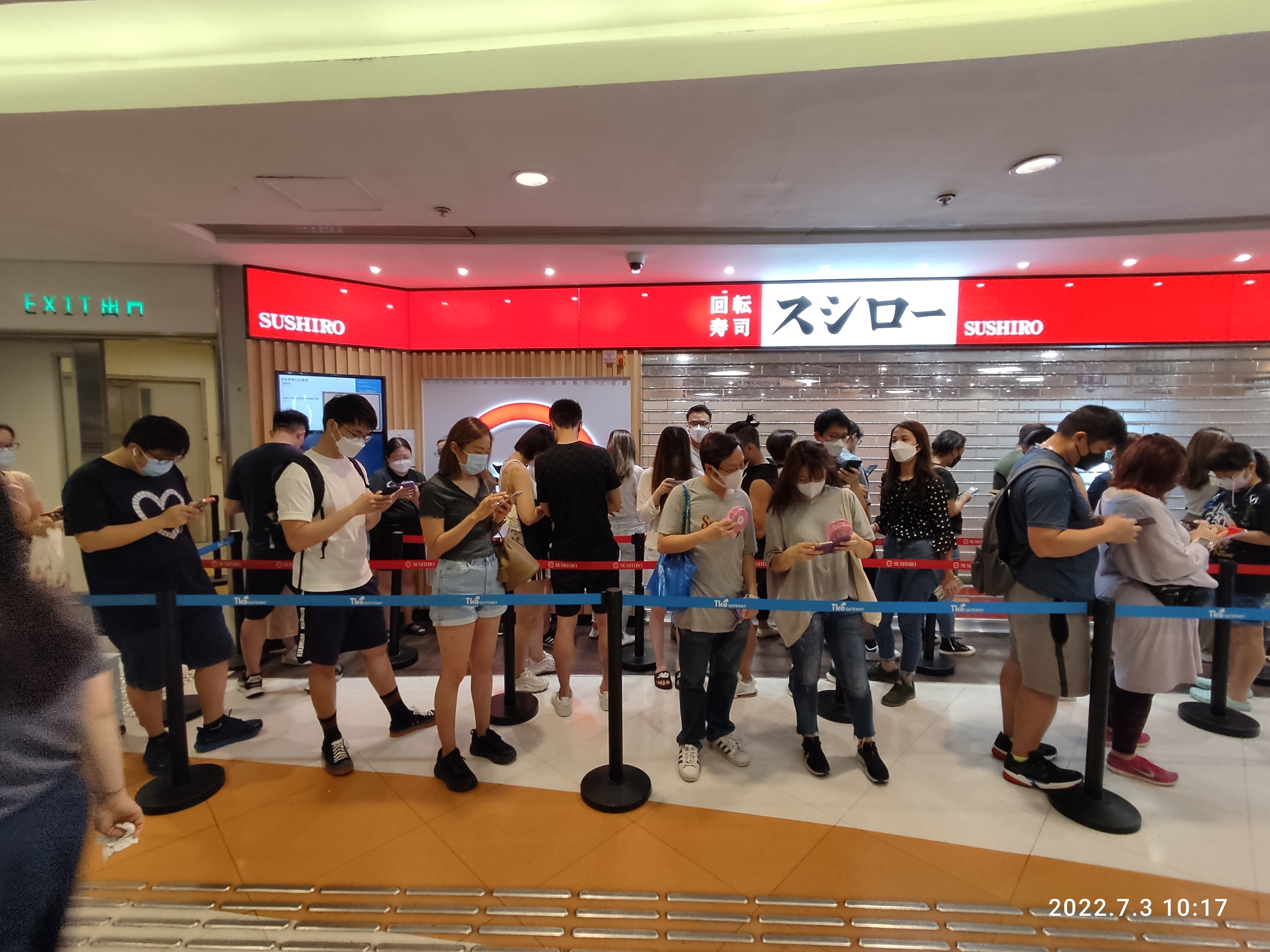
香港壽司郎在將軍澳坑口店（TKO Gateway）有大批食客排隊

### 臺灣鲑鱼之乱
2021年3月，该店在臺灣舉行的宣传、優惠活動其中一環─「愛的迴鮭，尋人啟事」中規定姓名若有與「鮭魚」中一字或二字同音者在3月17日至3月18日用餐能享有折價優惠，若姓名有「鮭魚」則能全桌免費。活動消息釋出後陸續有民眾將名字更改為鮭魚，並在網路上分享改名成鮭魚或是含有鮭魚名字的身分證，隨著改名者頻頻分享及活動時間確有享有免費優惠者，於是部分民眾、媒體將響應活動改名的行為稱為「鮭魚之亂」。在活动结束之后，寿司郎需要花费的总额预估达新台幣800万，并造成超过300人改名为鲑鱼。不過該事件轟動世界，卻意外成功行銷，受到各大媒體轉載。

### 日本壽司郎違反当地商品广告法规
据日本消费者厅于2022年6月发布的调查显示，日本壽司郎于2021年内宣传店内有售卖海膽壽司，但却有超过90%的分店无法提供。壽司郎同样在宣传材料中使用“售完即止”（日语：売切御免）一词，并诱导消费者购买其他产品，违反该国的商品广告相关法规。

### 日本壽司郎生啤酒半價活動衍生缺貨事件
日本壽司郎原定於2022年7月13日起實施生啤酒半價活動，在全國39間店舖發出通知告示。即使活動尚未開始，告示裡只寫著「預購生啤酒的顧客必要支付正常費用」，並沒有標明生效日期而令部份人士到社交網站發文批評。隨後壽司郎於同月13日透過官網致歉，亦表示會退回差額費用。
不過，生啤酒半價活動以社交媒體用戶為主要對象，活動開始後已衍生缺貨問題，而相關宣布連用觸控螢幕都不能確認；部份客人指訂購的有把手大啤酒杯體積細小，當中開賣不久已張貼售罄告示，令人質疑壽司郎是否跟生啤酒半價活動廣告一樣採用相同做法，對其侍客之道感到不滿。

### 中国大陆分店语言歧视
2022年8月，据广东广播电视台《DV现场》报道，广州市海珠区江南西路富力海珠城寿司郎分店有领导层在微信工作群組內明令重申，禁止员工之间使用当地语言（即粵語）聊天，被舉報者將會受到嚴格處理。随后广州寿司郎餐饮有限公司发表声明称已对涉事人员“進行嚴肅教育”，并对顾客致歉。而《聯合早報》引述《財經天下》周刊透過調查發現，廣州富力海珠城店疑似并非唯一存在禁用粵語問題的店鋪。有網傳聊天記錄截圖顯示，廣州悅匯城4號店長在工作群組內發話，「對於再（在）店鋪，一在（再）強調如果還有人繼續在店鋪說粵語會嚴肅處理」，壽司郎3號店培訓課有人發表言論稱，「今天開始教育員（工）特別是講粵語的幾個人，工作中不要再講粵語……下次再有發生累次（類似）情況，你們直接辭職回家吧」。有广州市民表示会因语言歧视为由抵制寿司郎。

### 顧客舌舔食品

#### 日本岐阜縣高中生不當行為
2023年1月29日，日本推特熱傳一條短片，顯示岐阜正木店內一名來自岐阜縣立岐南工業高等學校的二年級生「高井十藏」趁員工不注意，先拿起醬油瓶舔瓶口，再從茶杯放置處拿起一個茶杯，舔完茶杯杯緣後放回原位，最後又把唾液抹於轉盤上的壽司。影片曝光後令顧客擔憂食物安全與衛生問題，拒絕到壽司郎用餐，導致其母公司「FOOD & LIFE Companies」股價大跌，市值減少了160億日圓。
翌日，日本壽司郎發出官方聲明，表示會就有關影片採取嚴厲措施應對，並已就事件與警方討論，研究從刑事及民事兩方面向有關青年提訴。同時公司也批評有關行為破壞公司與食客的信任，對看過影片的食客感到不安表示遺憾。隨後事件引發「壽司恐怖主義」（Sushi Terrorism），導致網上湧現不少類似惡搞影片，波及其他連鎖迴轉壽司店，公眾對迴轉壽司失去信心而影響業界長遠發展。

#### 香港壽司郎男童用口舐夾薑鉗
有壽司郎食客於2025年2月於社交平台Threads發文上載一段14秒影片及兩張照片，在壽司郎沙田新城市廣場分店發現一名小童拿起桌上一個夾薑片的鉗仔，放入口中狂舔，導致這件公共餐具沾染上口水，令人感到嘔心。該小童身旁有家長陪同，但卻沒有加以制止。
香港壽司郎對此事件表示非常關注，並已銷毀該店所有餐桌上的薑片，亦對所有薑片容器及夾具進行徹底清潔和消毒。對於這起事件，香港壽司郎表示嚴正譴責，並將採取嚴厲措施，包括相關法律行動，目前正在考慮改變薑片的提供方式，以確保食客在香港壽司郎用餐時能夠安心。

### 臺灣壽司郎性騷擾案件
任職於新店中興路店的19歲李小姐指控，2024年4月遭張姓男同事誘騙至休息室摸手、強吻，簡易庭判決張男被判拘役50天、易科罰金5萬就能交保，李小姐則一毛賠償金都拿不到因而上訴。
另一名17歲的A小姐指控，2023年到壽司郎台北公館店擔任工讀生，被當時的李姓男主管性騷擾。臺北市勞動局表示：兩件性騷擾案都沒有接到壽司郎通報，違反《性別平等工作法》第13條第2項的規定。

## 外部連結
- 株式会社FOOD&LIFE COMPANIES(日本) （页面存档备份，存于）
- 株式会社あきんどスシロー(日本店) （页面存档备份，存于） （中文）
- 壽司郎韓國 （页面存档备份，存于）
- 壽司郎香港 （页面存档备份，存于）
- 壽司郎台灣 （页面存档备份，存于）